# Miloš Brelih
Miloš Brelih, slovenski inženir, * 1916, † 2002.

## Odlikovanja in nagrade
Leta 2001 je prejel častni znak svobode Republike Slovenije z naslednjo utemeljitvijo: »za življenjsko delo in še posebej za medvojne zasluge pri delovanju Radia Kričač«.